# Caryospora psammophi
Caryospora psammophi – gatunek pasożytniczych pierwotniaków należący do rodziny Eimeriidae z podtypu Apicomplexa, które kiedyś były klasyfikowane jako protista. Występuje jako pasożyt węży. C. psammophi cechuje się tym iż oocysta zawiera 1 sporocystę. Z kolei każda sporocysta zawiera 8 sporozoitów.
Obecność tego pasożyta stwierdzono u Psammophis sibilans należącego do rodziny połozowatych (Colubridae).

## Sporulowana oocysta
Jest kształtu sferoidalnego lub jajowatego, posiada 2 ściany koloru żółtego. Oocysta posiada następujące rozmiary: długość 25 – 34 μm, szerokość 23 – 31 μm. Brak mikropyli, wieczka biegunowego oraz ciałka biegunowego.

## Sporulowana sporocysta i sporozoity
Sporocysty kształtu owoidalnego o długości 19 – 23 μm, szerokości 13 – 16 μm. Występuje ciałko Stieda oraz substieda body (SBB). Brak parastieda body (PSB).